# Vernonia saepium
Vernonia saepium là một loài thực vật có hoa trong họ Cúc. Loài này được Ekman miêu tả khoa học đầu tiên.